# مدل استاندارد

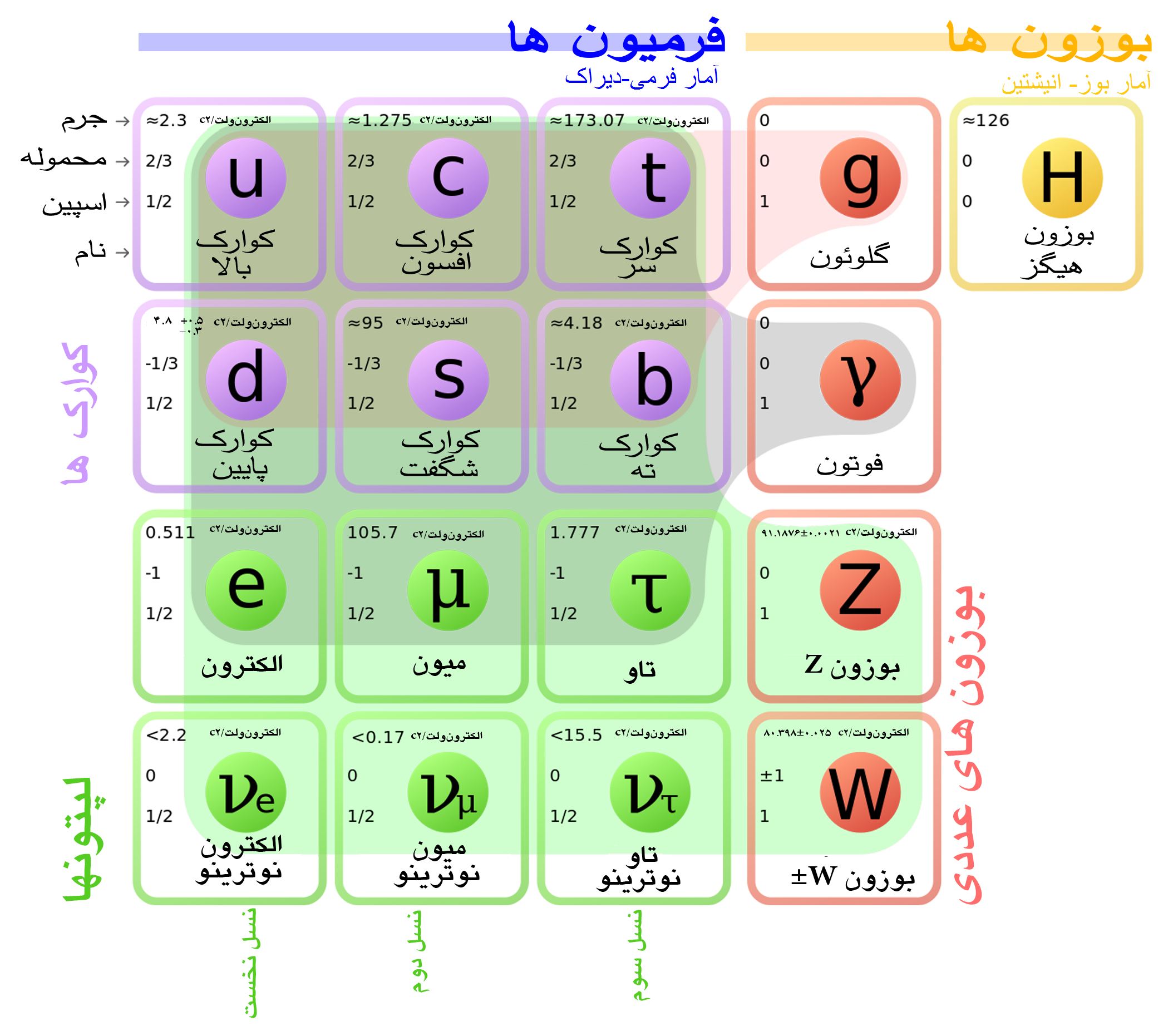
مدل استاندارد (ذرات بنیادی)

مدل استاندارد فیزیک ذرات بنیادی، نام نظریه‌ای مربوط به نیروهای الکترومغناطیس، هسته‌ای قوی، هسته‌ای ضعیف و همچنین طبقه‌بندی ذرات زیراتمی شناخته‌شده‌است. این مدل در نیمه دوم قرن بیستم در نتیجه تلاش‌های مشارکت‌آمیز دانشمندان در عرصه جهانی شکل گرفت.
فرمول‌بندی کنونی آن در اواسط دهه ۱۹۷۰ پس از تأیید تجربی وجود کوارک، نهایی شد. از آن زمان تا کنون کشف کوارک سر (۱۹۹۵)، تاو نوترینو (۲۰۰۰) و به تازگی، بوزون هیگز (۲۰۱۳) بر اعتبار این مدل افزوده‌اند. به دلیل توانایی آن در توضیح نتایج تجربی، از مدل استاندارد گاهی با نام نظریه تقریباً همه‌چیز یاد می‌شود.
اگرچه این باور وجود دارد که مدل استاندارد از لحاظ نظری خود-سازگار است
و موفقیت زیاد و پیوسته‌ای در ارائه پیش‌فرض‌های تجربی داشته‌است، هنوز از توضیح برخی از پدیده‌های فیزیکی بازمانده‌است و همچنین نظریه جامعی برای توصیف برهمکنش‌های بنیادی نیست زیرا نظریه کاملی برای گرانش آن طور که توسط نسبیت عام بیان شده، نیست
و همچنین از توضیح انبساط شتابدار جهان ناتوان است. مدل شامل هیچ ذره قابل قبولی برای ماده تاریک که با ویژگیهای منتج از مشاهدات کیهان‌شناسی تجربی سازگار باشد، نیست. این مدل همچنین نوسان نوترینو (و جرم‌های غیر صفرشان) را شامل نمی‌شود.
بر اساس مدل استاندارد (ذرات بنیادی) ماده از ۶۱ ذره تشکیل شده که این ذرات در سه دسته قرار می‌گیرند:
- لپتون‌ها
- کوارک‌ها
- واسطه‌ها

مدل استاندارد برهمکنشهای قوی، الکترومغناطیسی و ضعیف بنیادی را با به‌کارگیری نظریه میدانهای کوانتومی بیان می‌کند. نظریه پیمانه‌ای آن بر پایهٔ تقارن موضعی گروه هایSU(3)C× SU(2)L ×U(1)Y است. C نشان دهندهٔ رنگ، L کایرالیتی چپگرد و Y فوق بار ضعیف است.

## تاریخچه
نخستین گام به سوی مدل استاندارد، کشف شلدون گلاشو در سال ۱۹۶۱ بود که راهی برای ترکیب الکترومغناطیس و نیروی هسته‌ای ضعیف یافت.
در سال ۱۹۶۷ استیون واینبرگ
و عبدالسلام
سازوکار هیگز را به نظریه الکتروضعیف گلاشو افرودند
و شکل امروزی آن را پدیدآوردند.
چنین پنداشته می‌شود که سازوکار هیگز به همه ذرات بنیادی مدل استاندارد جرم می‌بخشد. این موضوع جرم بوزون‌های دبلیو و زد و همچنین جرم فرمیونها یعنی کوارکها و لپتونها را نیز شامل می‌شود.
پس از کشف جریان خنثای ناشی از تبادل بوزون زد در سرن در سال ۱۹۷۳،
نظریه الکتروضعیف مورد پذیرش همگانی قرار گرفت و واینبرگ، عبدالسلام و گلاشو جایزه نوبل فیزیک سال ۱۹۷۹ را برای این کشف به‌طور مشترک به خود اختصاص دادند. بوزون‌های دبلیو و زد در سال ۱۹۸۱ به شکل تجربی کشف شدند و مشاهده شد که جرمشان با مقدار پیش‌بینی شده در مدل استاندارد مطابقت داشت.
نظریه برهمکنش هسته‌ای قوی (یعنی کرومودینامیک کوانتومی، QCD) که بسیاری در آن مشارکت داشتند، شکل امروزین خود را در حدود سال‌های ۷۴–۱۹۷۳ یافت، هنگامی که آزادی مجانبی پیشنهاد شد (پیشرفتی که QCD را تبدیل به موضوع اصلی تحقیقات نظری کرد) و آزمایش‌ها تأیید کردند که هادرون‌ها از کوارک‌ها با بارهای کسری تشکیل شده‌اند.
اصطلاح «مدل استاندارد» اولین بار توسط آبراهام پایس و سام تریمن در ۱۹۷۵ میلادی ابداع شد که در آن به نظریه الکتروضعیف با چهار کوارک ارجاع داده شد.

## پیش‌زمینه
در حال حاضر، بهترین راه فهمیدن ماده و انرژی، از طریق سینماتیک وبرهمکنشهای ذرات بنیادی است. تا به امروز فیزیک قوانین حاکم بر برهمکنش‌های میان تمام شکل‌های شناخته‌شده ماده و انرژی را به مجموعه کوچکی از نظریه‌ها و قوانین بنیادی کاهش داده‌است. یکی از اهداف اصلی دانش فیزیک این است که زمینه مشترکی بیابد تا بتوان تمام این نظریه‌ها را در قالب یک نظریه همه‌چیز یکپارچه سازد، به گونه‌ای که همه قوانین شناخته‌شده دیگر حالت خاصی از آن باشند.

## ذرات موجود در مدل
مدل استاندارد اعضای از دسته‌های مختلف ذرات بنیادی (فرمیونها، بوزون‌های پیمانه‌ای و بوزون هیگز) را شامل می‌شود که به نوبه خود توسط ویژگیهای دیگری مانند بار رنگ از هم تمایز پیدا می‌کنند. با متمایز شمردن ذرات از پادذرات متناظرشان و همچنین حالت‌های رنگی مختلف کوارک‌ها و گلوئون‌ها، در مجموع ۶۱ ذره بنیادی در مدل استاندارد وجود دارند.
|                           | انواع                     | نسل‌ها                     | پادذره                    | رنگ‌ها                     | کل |
| ------------------------- | ------------------------- | ------------------------- | ------------------------- | ------------------------- | -- |
| کوارکها                   | ۲                         | ۳                         | جفت                       | ۳                         | ۳۶ |
| لپتونها                   | ۲                         | ۳                         | جفت                       | هیچ                       | ۱۲ |
| گلوئونها                  | ۱                         | ۱                         | خود                       | ۸                         | ۸  |
| فوتون                     | ۱                         | ۱                         | خود                       | هیچ                       | ۱  |
| بوزون زد                  | ۱                         | ۱                         | خود                       | هیچ                       | ۱  |
| بوزون دبلیو               | ۱                         | ۱                         | جفت                       | هیچ                       | ۲  |
| هیگز                      | ۱                         | ۱                         | خود                       | هیچ                       | ۱  |
| کل ذرات بنیادی شناخته‌شده: | کل ذرات بنیادی شناخته‌شده: | کل ذرات بنیادی شناخته‌شده: | کل ذرات بنیادی شناخته‌شده: | کل ذرات بنیادی شناخته‌شده: | ۶۱ |

### فرمیون‌ها

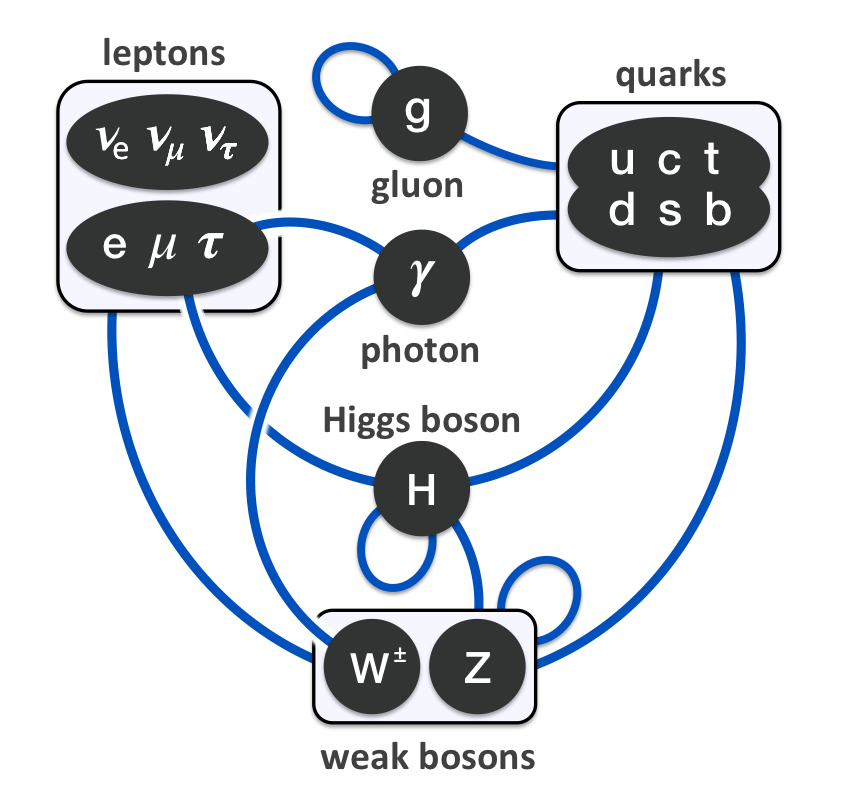
خلاصه برهم‌کنش‌های میان ذرات بر اساس مدل استاندارد.

مدل استاندارد شامل ۱۲ ذره بنیادی با اسپین ½ می‌شود که فرمیون نام دارند. بر اساس قضیه اسپین-آمار، فرمیون‌ها از اصل طرد پاولی پیروی می‌کنند. هر فرمیون یک پادذره متناظر دارد.
فرمیون‌های مدل استاندارد بر اساس چگونگی برهمکنش آن‌ها (یا بارهایی که حمل می‌کنند) طبقه‌بندی می‌شوند. فرمیون‌ها شامل شش نوع کوارک (بالا، پایین، افسون، شگفت، سر، ته) و شش نوع لپتون (الکترون، الکترون نوترینو، میون، میون نوترینو، تاو، تاو نوترینو) می‌شوند. در هر رده ذرات به صورت دو به دو جفت می‌شوند و تشکیل یک نسل را می‌دهند که ذرات آن‌ها رفتار فیزیکی متشابهی از خود نشان می‌دهند.
ویژگی تعریف‌کننده کوارک این است که دارای بار رنگ می‌باشد و به همین دلیل در برهمکنش هسته‌ای قوی شرکت می‌کند. پدیده‌ای به نام حبس رنگ سبب می‌شود که کوارک‌ها تمایل زیادی به ایجاد پیوندهای قوی با یکدیگر و تشکیل ترکیب‌های از نظر رنگی، خنثی (هادرون) می‌شود که یا از یک کوارک و پادکوارک (مزون) یا از سه کوارک (باریون) تشکیل شده‌اند. ذرات شناخته‌شده پروتون و نوترون، دو باریون با کوچک‌ترین جرم ممکن هستند. کوارک‌ها همچنین حامل بار الکتریکی و ایزواسپین ضعیف هستند. به همین دلیل با سایر فرمیون‌ها هم از طریق الکترومغناطیس و هم نیروی هسته‌ای ضعیف، برهم‌کنش دارند.
شش فرمیون باقی‌مانده دارای بار رنگ نیستند و لپتون نامیده می‌شوند. هر سه نوع نوترینو فاقد بار الکتریکی نیز هستند و از این رو حرکت آن‌ها تنها تحت تأثیر نیروی هسته‌ای ضعیف قرار می‌گیرد و آشکارسازی آن‌ها بسیار دشوار است؛ اما الکترون، میون و تاو به دلیل داشتن بار الکتریکی از طریق الکترومغناطیس نیز برهم‌کنش دارند.
هریک از اعضای یک نسل از ذره متناظر خود در نسل قبلی جرم بزرگتری دارد. نسل نخست ذرات باردار دچار واپاشی نمی‌شوند؛ به همین دلیل ماده معمولی (باریونی) از چنین ذراتی تشکیل شده‌است. تمام اتم‌هایی که از الکترون‌هایی تشکیل شده‌اند که به دور هسته اتم می‌گردند، در نهایت از کوارک‌های بالا و پایین تشکیل می‌شوند. نسل‌های دوم و سوم ذرات باردار نیمه‌عمرهای بسیار کوتاه دارند و به سرعت واپاشی می‌شوند و تنها در محیط‌های بسیار پرانرژی یافت می‌شوند. هیچ‌یک از نسل‌های نوترینوها واپاشی نمی‌شوند و جهان را دربرگرفته‌اند اما به ندرت با ماده باریونی برهمکنش دارند.

### بوزون‌های پیمانه‌ای
در مدل استاندارد، بوزون‌های پیمانه‌ای به عنوان حامل نیروهای بنیادی الکترومغناطیس، هسته‌ای قوی و هسته‌ای ضعیف تعریف می‌شوند.
در فیزیک، برهمکنش‌ها راه‌هایی هستند که ذرات روی یکدیگر تأثیر می‌گذارند. در مقیاس ماکروسکوپی، الکترومغناطیس از طریق میدان‌های الکتریکی و مغناطیسی امکان برهم‌کنش را فراهم می‌کند و گرانش سبب می‌شود که ذرات جرم‌دار بر اساس نظریه نسبیت عام با یکدیگر برهم‌کنش انجام دهند. مدل استاندارد این برهم‌کنش‌ها (نیروها) را به شکل تبادل نوعی از ذرات با نام ذرات واسطه، بین ذرات مادی توصیف می‌کند. وقتی یک ذره واسطهٔ نیرو میان دو ذرهٔ دیگر تبادل می‌شود در مقایس ماکروسکوپی به نظر می‌رسد که نیرویی روی هردو ذره تأثیر می‌گذارد و از این رو گفته می‌شود که ذره حامل، واسطهٔ تأثیر نیرو شده‌است. محاسبات مربوط به نمودار فاینمن که تقریبی گرافیکی از نظریهٔ اغتشاش هستند، از مفهوم ذرات واسط نیرو بهره می‌برند و نتایج کاربرد آن‌ها در تحلیل آزمایش‌های پخش پرانرژی، همخوانی قابل قبولی با داده‌ها دارد. هرچند که نظریهٔ اغتشاش (و به همراه آن مفهوم ذره واسط نیرو) در شرایط دیگری با شکست روبه‌رو می‌شوند. از جمله این شرایط می‌توان به کرومودینامیک کوانتومی کم‌انرژی، حالت ثابت و سالیتون اشاره نمود.
بوزون‌های پیمانه‌ای مدل استاندارد همه دارای اسپین هستند. از آنجا که بوزون هستند، مقدار اسپین آن‌ها ۱ است. به همین دلیل آنها، برخلاف فرمیون‌ها از اصل طرد پاولی پیروی نمی‌کنند: به همین دلیل هیچ حد نظری برای چگالی فضایی بوزون‌ها (تعداد در حجم) وجود ندارد. انواع مختلف بوزون‌های پیمانه‌ای در زیر توضیح داده شده‌اند.
- فوتونها که واسطه تأثیر نیروی الکترومغناطیس بین ذرات دارای بار الکتریکی هستند. فوتون‌ها جرم ندارند و توسط نظریهٔ الکترودینامیک کوانتومی به خوبی توصیف می‌شوند.
- بوزون‌های پیمانه‌ای W+
، W−
 و Z که واسط نیروی هسته‌ای ضعیف بین ذراتی با مزه متفاوت‌اند (همه کوارک‌ها و لپتون‌ها). این ذرات دارای جرم هستند و جرم Z از W±
 بیشتر است. برهمکنش‌های ضعیفی که از طریق بوزون‌های W±
 انجام می‌شوند، منحصراً بر روی ذرات چپ‌دست و پادذره‌های راست‌دست عمل می‌کنند. علاوه براین یک بوزون W±
 دارای بار الکتریکی ۱+ یا ۱- است و از این طریق به برهمکنش الکترومغناطیس مرتبط می‌شود. بوزون‌های Z بدون بار الکتریکی با هردوی ذرات چپ‌دست و پادذره‌های راست‌دست برهمکنش دارند. ابن سه بوزون پیمانه‌ای به همراه فوتون‌ها در یک گروه قرار می‌گیرند، زیرا در کنار هم واسطهٔ برهمکنش الکتروضعیف هستند.
- هشت گلوئون، که واسطهٔ برهمکنش هسته‌ای قوی میان ذرات دارای بار رنگ (کوارک‌ها) هستند. گلوئون‌ها بدون جرم هستند. گلوئون‌های هشت‌گانه توسط ترکیبی از بار رنگ و بار پادرنگ مشخص می‌شوند (مثلا قرمز-پادسبز). از آنجا که گلوئون‌ها خود نیز دارای بار رنگ مؤثر هستند، می‌توانند بین خودشان نیز برهمکنش داشته باشند. گلوئون‌ها و برهم‌کنش‌های آن‌ها توسط نظریهٔ کرومودینامیک کوانتومی توصیف می‌شوند.

### بوزون هیگز
بوزون هیگز یک ذره جرم‌دار نرده‌ای بنیادی است که نظریه مربوط به وجود آن توسط رابرت بروت، فرانسوا انگلرت، پیتر هیگز، جرالد گورالنیک، سی آر هیگن، و تام کیبل در سال ۱۹۶۴ مطرح شد و از بنیان‌های کلیدی مدل استاندارد است.
اسپین ذاتی ندارد و به همین دلیل در رده بوزون‌ها طبقه‌بندی می‌شود.
بوزون هیگز نقش منحصر بفردی در مدل استاندارد بازی می‌کند، زیرا توضیح می‌دهد که چرا همه ذرات بنیادی به جز فوتون‌ها و گلوئون‌ها دارای جرم هستند. به‌طور خاص، بوزون هیگز توضیح می‌دهد که چرا فوتون جرم ندارد اما بوزون‌های دبلیو و زد بسیار پرجرم هستند. جرم ذرات بنیادی و تفاوت میان الکترومغناطیس (که توسط فوتون‌ها جاری می‌شود) و نیروی هسته‌ای ضعیف (که توسط بوزون‌های دبلیو و زد جاری می‌شود) در ساختار میکروسکوپی (و در نتیجه ماکروسکوپی) ماده از بسیاری جهات اهمیت دارند. در نظریه الکتروضعیف، بوزون هیگز به لپتون‌ها و کوارک‌ها جرم می‌بخشد. از آنجا که بوزون هیگز دارای جرم است باید با خودش نیز برهمکنش داشته باشد.
از آنجا که بوزون هیگز ذره بسیار پرجرمی است و تقریباً بلافاصله پس از پیدایش، واپاشی می‌شود، تنها یک شتاب‌دهنده ذره‌ای بسیار پرانرژی می‌تواند آن را مشاهده و ثبت کند. آزمایشهای مربوط به تأیید و تعیین ماهیت بوزون هیگز توسط برخورددهنده هادرونی بزرگ (LHC) در سرن از اوایل سال ۲۰۱۰ آغاز شد و تا زمان پایان آن در اواخر ۲۰۱۱ در تواترون آزمایشگاه فرمی انجام می‌شد.
در ۴ ژوئیه ۲۰۱۲، هر دو آزمایش اصلی LHC (آزمایش اطلس و سیم‌لوله فشرده میونی)، به‌طور مستقل گزارش دادند که که ذره جدیدی با جرمی در حدود ۱۲۵ GeV/c۲ (تقریبا ۱۳۳ برابر جرم پروتون) یافته‌اند که با بوزون هیگز همخوانی دارد. اگرچه ویژگیهای متعددی از آن شبیه به ساده‌ترین ذره هیگز پیش‌بینی‌شده می‌باشد،
آنها پذیرفتند که کار بیشتری نیاز است تا بتوان نتیجه گرفت که این ذره واقعاً بوزون هیگز است و دقیقاً با کدام نسخه از بوزون هیگز مدل استاندارد همخوانی بیشتری دارد.
در ۱۴ مارس ۲۰۱۳، وجود بوزون هیگز با اندکی تردید، تأیید شد.

## نیروهای بنیادی
مدل استاندارد هر ۴ نیروی بنیادی طبیعت را دسته‌بندی می‌کند. در مدل استاندارد یک نیرو به شکل مبادله بوزون میان دو شیء، مثلاً مبادله فوتون در مورد نیروی الکترومغناطیس یا گلوئون برای برهم‌کنش هسته‌ای قوی، تعریف می‌گردد. این ذرات را با نام حامل نیرو می‌شناسند.
| ویژگی/برهمکنش                      | گرانش                       | ضعیف             | الکترومغناطیس           | قوی                           | قوی                          |
| ویژگی/برهمکنش                      | گرانش                       | (الکتروضعیف)     | (الکتروضعیف)            | بنیادی                        | پس‌ماند                       |
| ---------------------------------- | --------------------------- | ---------------- | ----------------------- | ----------------------------- | ---------------------------- |
| قابلیت تأثیر بر:                   | جرم - انرژی                 | مزه              | بار الکتریکی            | باررنگ                        | هسته اتم                     |
| ذراتی که این نیرو را تجربه می‌کنند: | همه                         | کوارک‌ها، لپتون‌ها | ذرات دارای بار الکتریکی | کوارک‌ها، گلوئون‌ها             | هادرون‌ها                     |
| ذرات میانجی:                       | گراویتون (هنوز مشاهده نشده) | W+ W− Z0         | γ                       | گلوئون‌ها                      | مزون‌ها                       |
| قدرت در مقیاس کوارک:               | ۱۰−۴۱                       | ۱۰−۴             | ۱                       | ۶۰                            | در مورد کوارک‌ها کاربرد ندارد |
| قدرت در مقیاس پروتون‌/نوترون:       | ۱۰−۳۶                       | ۱۰−۷             | ۱                       | در مورد هادرون‌ها کاربرد ندارد | ۲۰                           |

## چالش‌ها
- چه چیزی منجر به ظهور مدل استاندارد در فیزیک ذرات می‌گردد؟
- چرا جرم ذرات و ثوابت جفت شدن دارای چنین جرم‌های اندازه‌گیری شده‌ای اند؟
- چرا سه نسل از ذرات موجودند؟
- چرا میزان ماده از پادماده در جهان بیشتر است؟
- ماده تاریک در کجای این مدل جا می‌گیرد؟ و حتی این که آیا دارای یک نوع ذره است یا بیشتر؟

خود-سازگاری مدل استاندارد (که اکنون به صورت نظریه پیمانه‌ای نا-آبلی، که از طریق انتگرال‌های مسیری کوانتیزه شده فرموله شده‌است) از نظر ریاضیاتی هنوز اثبات نشده‌است. در حالی که نسخه‌های منظم‌شده‌ای (تنظیم‌شده‌ای) موجودند که برای محاسبات تقریبی مفیدند (به عنوان مثال: نظریه پیمانه مشبکه‌ای)، هنوز معلوم نیست که آیا این نسخه‌ها هنوز هم در حدگیری با حذف تنظیم‌گر همگرا (از نظر عناصر ماتریس S) باقی می‌مانند یا خیر. سؤال کلیدی که با سازگاری مدل استاندارد مرتبط است، مسئله وجود و شکاف جرمی یانگ-میلز است.
آزمایش‌ها نشان می‌دهند که نوترینوها دارای جرم‌اند، در حالی که مدل استاندارد چنین چیزی را مجاز نمی‌شمرد. برای توجیه چنین یافته‌ای، مدل استاندارد کلاسیک را می‌توان به گونه‌ای تغییر داد تا جرم نوترینوها را در مدل خود بگنجاند.
اگر بر روی استفاده صرف از ذرات مدل استاندارد اصرار شود، می‌توان این کار را با افزودن لپتون‌هایی انجام داد که با بوزون هیگز برهمکنش غیر-بازنرمالپذیری دارند. در سطح بنیادی، چنین برهمکنشی در سازوکار الاکلنگی ظهور پیدا می‌کند که در آن نوترینوهای سنگین راست-دست به نظریه افزوده می‌شوند. این فرایند در تقارن راست-چپ از مدل استاندارد گسترش یافته و در برخی از نظریات وحدت بزرگ امری طبیعی است. تا زمانی که فیزیک‌های نوظهور در محدوده انرژی پایین‌تر از {\displaystyle 10^{14}GeV} قرار داشته باشند، جرم‌های نوترینویی می‌توانند از مرتبه درستی باشند.
تحقیقات نظری و تجربی تلاش کرده‌اند تا مدل استاندارد را به یک نظریه میدان متحد (یکپارچه) یا یک نظریه همه‌چیز گسترش دهند، یعنی نظریه کاملی که تمام پدیده‌های فیزیکی شامل ثوابت را توجیه کرده و توضیح دهد. نارسایی‌های مدل استاندارد که انگیزه بخش چنین تحقیقاتی بوده شامل موارد ذیل است:
- این مدل، گرانش را توضیح نمی‌دهد، گرچه که تأییدات فیزیکی ذره‌ای نظری که به گراویتون شناخته می‌شود، گرانش را تا درجه‌ای توجیه می‌کند. با این که مدل استاندارد برهمکنش‌های قوی و الکتروضعیف را توجیه می‌کند، اما توضیح سازگاری برای نظریه کانونی گرانش، یعنی نسبیت عام، برحسب نظریه میدان کوانتومی ارائه نمی‌کند. از جمله دلایلش این است که نظریات میدان کوانتومی گرانش، عموماً قبل از رسیدن به مقیاس پلانک می‌شکنند. نتیجتاً ما نظریه قابل اعتمادی نداریم که لحظات اولیه جهان را توجیه کند.